# Tatihou
Die französische Île Tatihou liegt in der Bucht von Saint-Vaast-la-Hougue, vor der Ostküste der Halbinsel Cotentin im Département Manche in der Normandie, im Baie de Seine. Die nur 29 Hektar große Insel beherbergt ein Seemuseum, drei Gärten, ein vom Marquis Sébastien Le Prestre de Vauban (auch le Prestre) 1633–1707 erbautes Fort und ein Naturschutzgebiet. 
Erreichbar ist Tatihou für 500 Personen am Tag mit einem Amphibienfahrzeug von Saint-Vaast-la-Hougue aus. Bei Ebbe kann man Tatihou auch zu Fuß erreichen, wenn der vom französischen Hydrographieservice (SHOM) für die jeweilige Flut publizierte Flutindex mit über 70 angegeben wird, das ist insbesondere bei Nipptide nicht der Fall.
Über 300 Jahre hat die Île Tatihou eine Geschichte als militärischer Stützpunkt, Handelsplatz und Ort wissenschaftlicher Bildung. 1888 genehmigte der Fachbereichsrat des Naturhistorische Museum von Paris (Muséum national d’histoire naturelle de Paris) die Einrichtung eines  laboratoire de zoologie maritim in der Quarantänestation Tatihou´s. Seit dem 16. Juli 1888, wurde durch das Muséum national d’histoire naturelle de Paris in diesen Gebäuden eine regelrechte Forschungsstation betrieben. Siehe dazu auch Laboratoire maritime de Saint-Vaast-la-Hougue.
Heute wird an diesem außergewöhnlichen Standort das historische Erbe gepflegt und Naturschutz betrieben. 1992 eröffnete das lokale Museum, um Wrackteile der Seeschlacht von La Hougue (1692) auszustellen. Zwei Jahre nach der Schlacht wurde das Fort an den Rand der Insel gebaut.
Geschützt von den Mauern des Forts liegen hier die vier Hektar großen Gärten. Sie zeigen lokale und importierte Flora: 
- ein zeitgenössischer Garten
- ein Umweltgarten
- ein exotischer Garten

Die Bucht von Saint-Vaast-la-Hougue ist ein wertvoller ornithologischer Standort, an dem sich mehr als hundert Arten von Vögeln einfinden. Führungen werden von der ornithologischen Gruppe der Normandie (GONms) durchgeführt. 
Jedes Jahr Mitte August findet für vier Tage auf Tatihou ein «Les Traversées de Tatihou» genanntes Musikfest statt. 